# 孙广信
孙广信（1962年—），出生於新疆乌鲁木齐，祖籍青岛平度，中华人民共和国企业家、政治人物。复员军人，历任某部队战士、区队长、指导员、教官， 晉升至上尉軍銜，高级经济师。

## 學歷
毕业于
西安陆军学院、天津大学EMBA丶中國社科院碩士

## 商業職務
现任新疆广汇实业投资（集团）有限公司董事局主席、「廣匯系」實際控制人丶法人代表

## 社会职务
全国工商联常委，全国光彩事业促进会常务理事；自治区第八届政协委员、第九届政协常委，自治区工商联副会长，直属商会会长，自治区青联副主席，中西部地区经济顾问自治区人民政府参事、首届新商联盟主席、新疆发展商会会长、全国十大杰出青年、宁夏中卫市人民政府首席高级经济顾问。

## 簡介
孙广信參加了对越自卫反击战，其後借来40万元，连同转业费3000元一起在1989年5月創辦新疆广汇公司
先是接手一個經營不善的酒樓，其后推銷推土機

### 事业
旗下包括香港上市公司寶信汽車、上海上市公司广汇能源、大洲兴业、广汇汽車 丶合金投資及广汇房产置业 、汇通信诚租赁有限公司，目前孙氏已成為新疆乌鲁木齐市最大的地產發展商、目前国内经营规模最大的陆基LNG供应商
透過广汇汽車持有香港上市公司寶信汽車 先是卖推土机其後接手一家經營不善的酒家，其後涉足石油、地產等事業，透過一系列资本運作，广汇現已發展為能源、地產、汽車、金融、物流、机械、籃球俱樂部為一體的多元企業，人稱广汇系

## 財富排行
孫廣信先後榮登2002年度福布斯中国富豪榜第三名、2004胡润百富榜第12名、2013新财富中国富豪榜排名第十七名，2016胡润全球富豪榜以55亿美元的财富，位列264名；孙氏以336.6亿元人民幣的财富，位列2015福布斯中国富豪榜第22位，这也是他第13次登上福布斯中国富豪榜榜单。更是新疆首富。但現在“廣匯系”的地產及能源業皆出現經營困難。2018胡润全球富豪榜孙氏财富值达到450亿人民币，排名全球富豪榜的第266位
。2021年，孙广信 以18億美元排名福布斯全球富豪榜中第1750 

## 榮譽
更被評為全国十大杰出青年、荣获“全国五一劳动奖章”、中国能源“影响力人物”

## 美國投資
2021年孫廣信被媒體報道，自2016 年以來在德州魔鬼河（The Devils）地區購買了14萬公頃的土地。投資美國市場，引起美方關注，一個商人的投資行為，被看成為中方的一個政治上的動作，因為投資項目涉及到能源基建，興建風電場的投資案，而美國又有一個法案禁止一些國家的企業投資德州諸如電網、供水系統和網絡安全等基礎設施